# Alga comestível

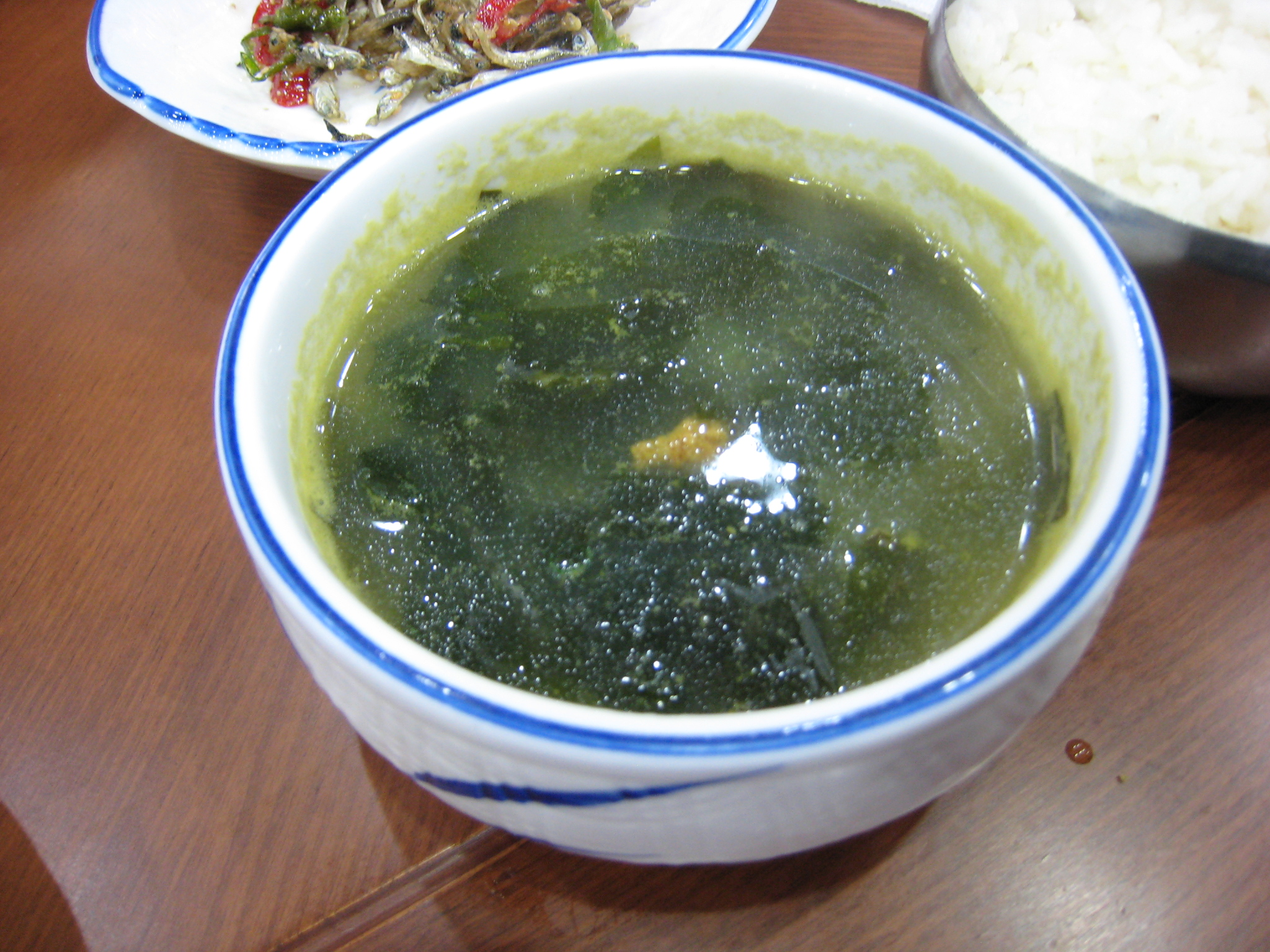
Sopa com algas e ouriço do mar, Coreia.

As algas comestíveis são aquelas que podem se comer ou se utilizam na preparação de outros alimentos.
Pertencem a algum dos múltiplos grupos de algas multicelulares: algas verdes, algas vermelhas ou algas castanhas. As algas utilizam-se ao longo de todo mundo nas gastronomias de zonas costeiras, com especial importância nas gastronomias da China, Japão e Coreia desde épocas pre-históricas.
As algas consomem-se também no continente europeu, especialmente no norte e oeste irlandês, Islândia e Noruega ocidental e na costa atlântica francesa. No continente americano destaca seu uso em Chile, (o cochayuyo: Durvillaea antarctica), Peru, (o yuyo: Chondracanthus chamissoi), na Nova Escócia e a Terra Nova.
A maior parte das algas comestíveis são marinhas e a maior parte das algas de água doce são tóxicas. Apesar disso, as algas marinhas podem conter ácidos que irritam o canal digestivo e/ou ter um efeito laxante.
Na Ásia, zicai 紫菜 (Chinesa), gim (Coreia) e nori (Japão) são folhas de alga Porphyra desidratada utilizadas em sopas (sopa de missô) ou para envolver o sushi. Outras algas precisam ser hidratadas para o consumo, como a alga hijiki e a alga kombu (usada no preparo do caldo essencial dashi).
As algas cultivam-se também para a extração de alginato, agar-agar e carragenanos, substâncias gelatinosas chamadas coletivamente hidrocoloides e ficocoloides. Os hidrocoloides têm tido uma grande importância económica tanto na produção de alimentos como na forma de aditivo. A indústria alimentar explora a gelatina, a capacidade de retenção de água, como emulsionante e outras propriedades físicas destes hidrocoloides.

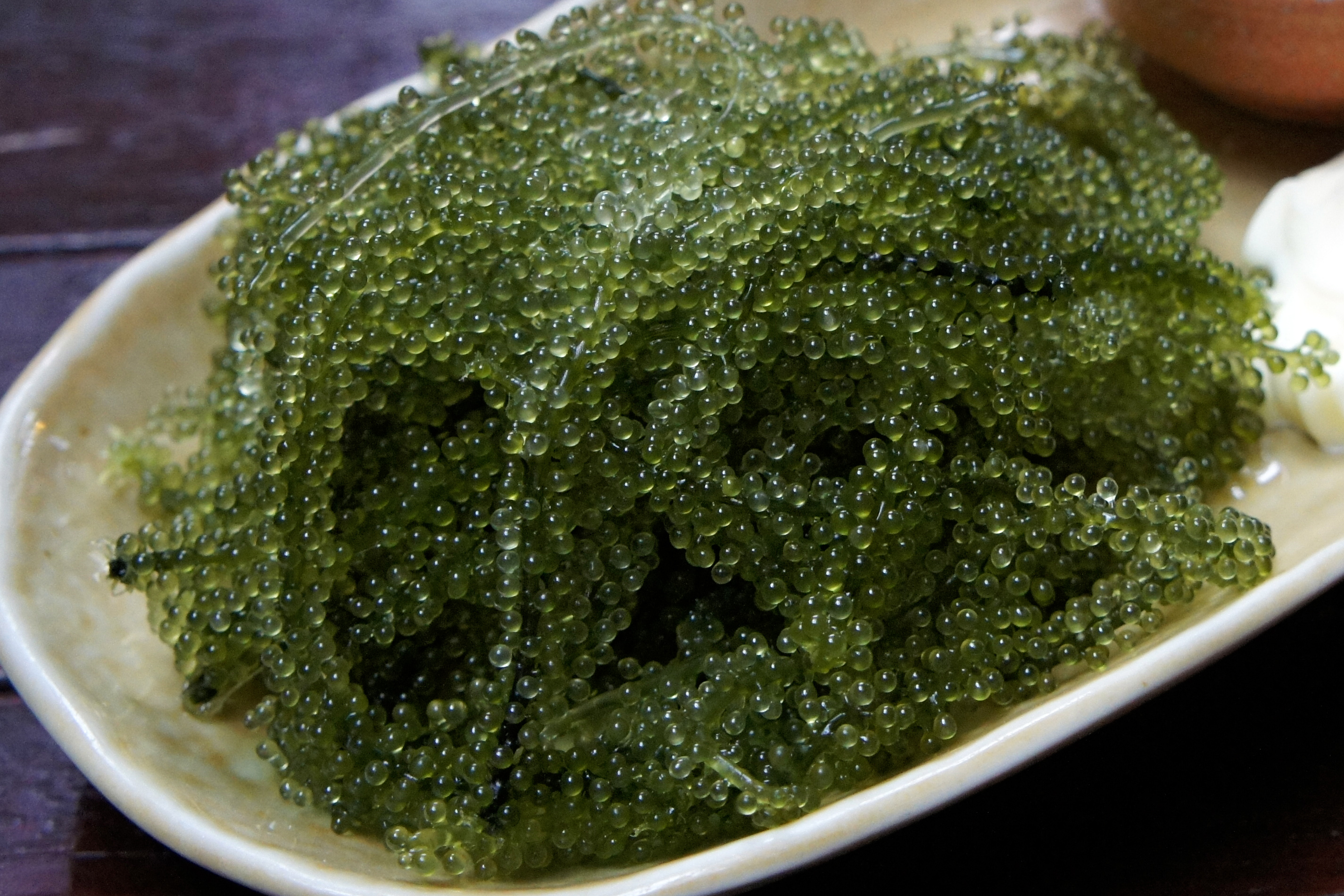
Uvas do mar (Caulerpa lentillifera) são cultivados em lagoas nas Filipinas
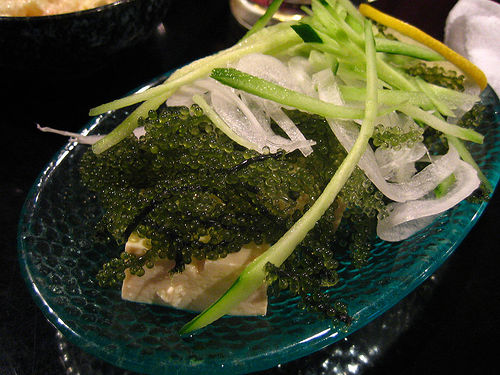
Uvas do mar são consumidas com vinagre, como aperitivo ou em saladas
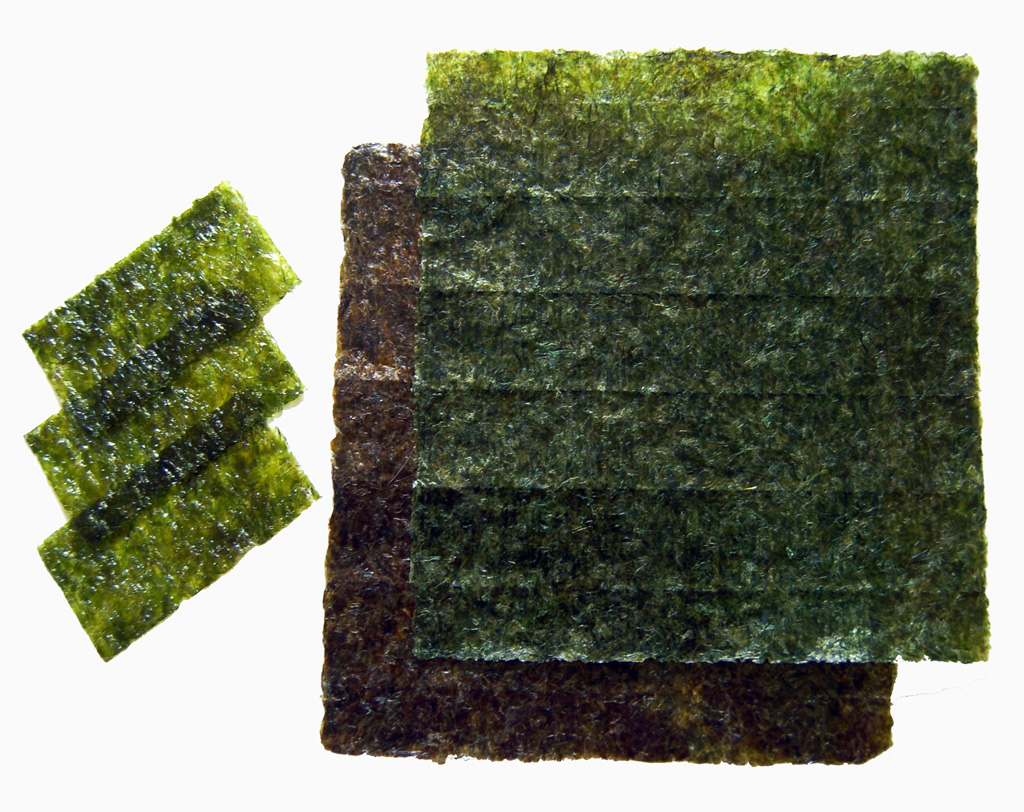
Folhas tostadas de nori são usadas para envolver o sushi
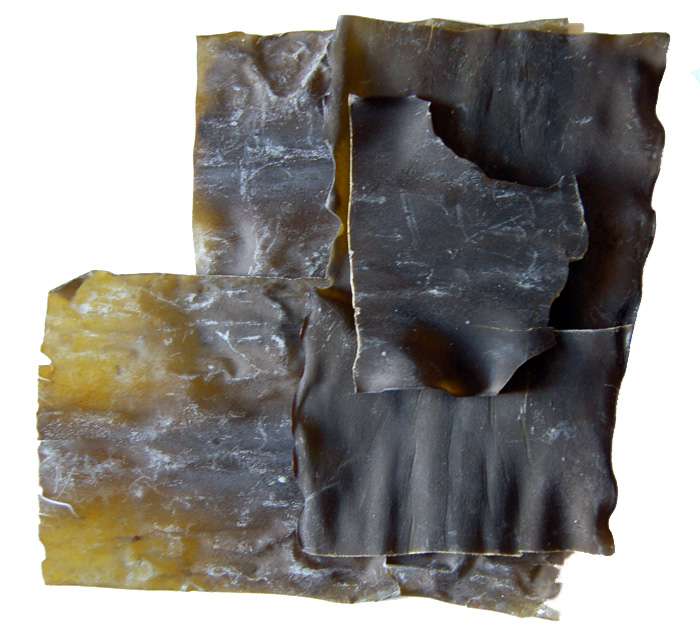
Kombu
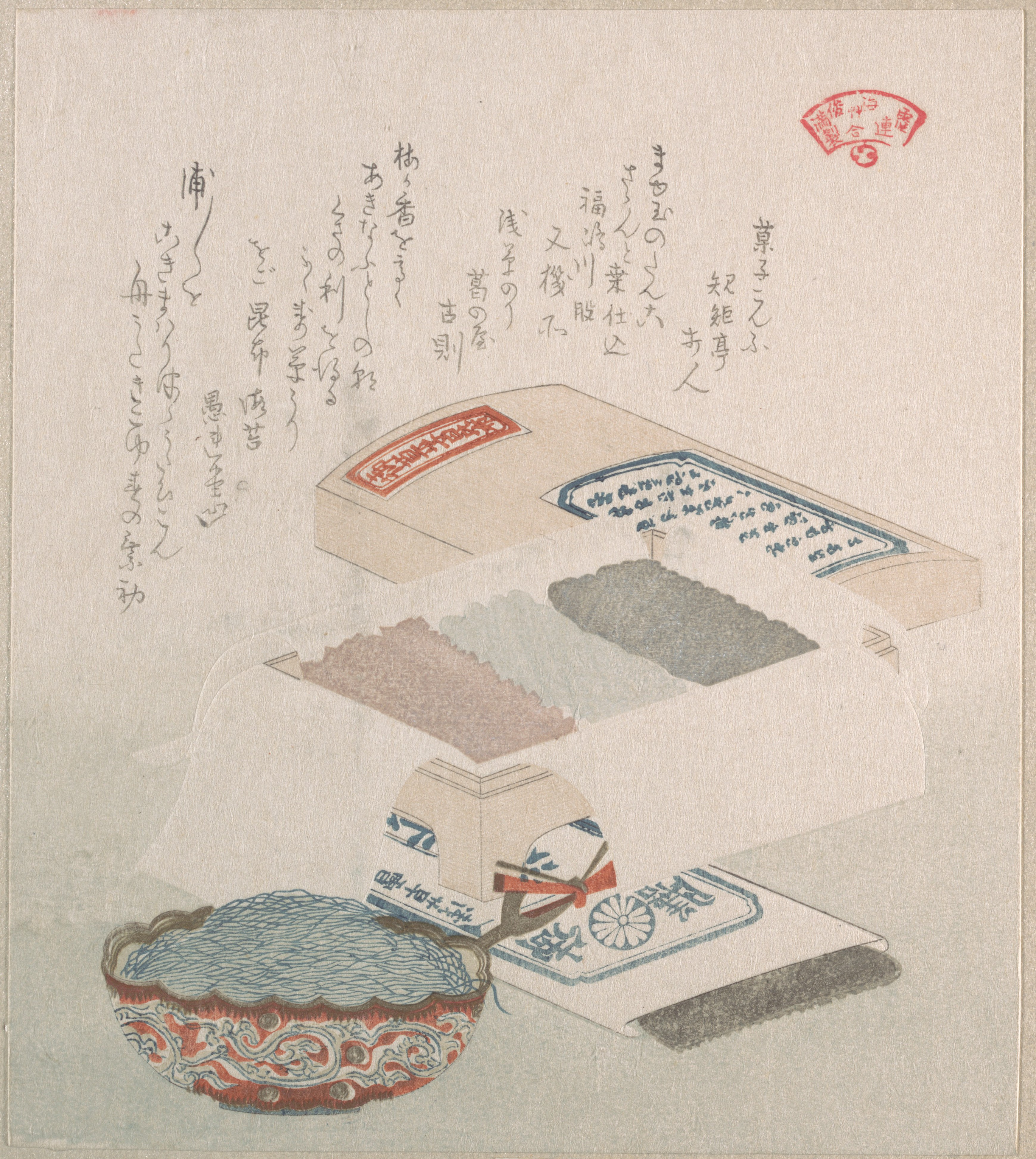
Bolos e Alimentos Feitos de Algas por Kubo Shunman, século XIX

## Exemplos
As algas comestíveis mais comuns são:
- Aonori (várias espécies da alga verde Monostroma) (Japão)
- Aramu (Eisenia bicyclis)
- Badderlocks, jap. Sarumen (Alaria esculenta)
- Carola (Callophyllis variegata) (América do Sul)
- Carrageen moss (Mastocarpus stellatus)
- Chlorella
- Rabeiro, Cintura de mar (Laminaria saccharina)
- Cochayuyo ou cochayugo (Durvillaea antarctica) (América do Sul)
- Dulce (Palmaria palmata)
- Euchema cottonii (Indonésia)
- Grampo do mar ou caviar verde (Caulerpa lentillifera)
- Gulaman, Gulaman-Dagat (Agardhiella tenera) (Filipinas, Indonésia)
- Gutweed ou aonori (Enteromorpha intestinalis)
- Hijiki ou hiziki (Sargassum fusiforme)
- Hondawara (Sargassum enerve) (Japão)
- Musgo da Irlanda (Chondrus crispus)
- Laver ou laverbread (Porphyra laciniata/Porphyra umbilicalis) (Irlanda)
- Alface do mar, lechuga de samba (Ulva lactuca) (Chile)
- Limu Kala (Sargassum echinocarpum)
- Kombu (Saccharina japonica) (Japão)
- Miru (Codium sp.) (Japão)
- Mozuku (Cladosiphon okamuranus) (ilha de Okinawa, Japão)
- Nori (várias espécies da alga vermelha Porphyra)
- Oarweed (Laminaria digitata)
- Ogonori (várias espécies da alga vermelha Gracilaria)
- Sargasso vesiculoso (Fucus vesiculosus)
- Seatron (Nereocystis luetkeana) (América do Norte)
- Slack (Porphyra purpurea, syn .Porphyra laciniata) (Grã-Bretanha, Escandinávia)
- Spirulina (Arthrospira platensis e Arthrospira maxima)
- Thongweed (Himanthalia elongata)
- Tsunomato (várias espécies da alga vermelha Chondrus) (Japão)
- Wakame (Undaria pinnatifida) (utilizada na sopa de missô, Japão)